# Palermo villamosvonal-hálózata
Palermo villamosvonal-hálózata (olasz nyelven: Rete tranviaria di Palermo) egy négy vonalból álló modern villamoshálózat, mely Olaszországban, Szicíliában, Palermóban található. A villamosüzem 2015. december 30-án indult meg.
Jelenleg a hálózat 4 vonalból áll, összesen 23,3 km hosszúságú, normál nyomtávolságú, 750 egyenárammal villamosított. A négy vonalból három áll egymással összeköttetésben, a 4. vonal szigetüzemként működik. A hálózaton 17 db Bombardier Flexity Outlook villamos közlekedik. Üzemeltetője az AMAT.